# براد هاليداي
براد هاليداي (10 يوليو 1995 في المملكة المتحدة - ) (بالإنجليزية: Brad Halliday)‏ هو لاعب كرة قدم بريطاني في مركزي الدفاع والوسط. لعب مع نادي أكرينغتون ستانلي ونادي ميدلزبره ونادي هارتلبول يونايتد ونادي يورك سيتي ونيوكاسل يونايتد.

## وصلات خارجية
- براد هاليداي على موقع قاعدة بيانات كرة القدم.إي يو (الإنجليزية)
- براد هاليداي على موقع Soccerbase.com (لاعب) (الإنجليزية)